# Nanorrhinum
Nanorrhinum là một chi thực vật thuộc họ Scrophulariaceae. Chi này có các loài sau (tuy nhiên danh sách này có thể chưa đủ):
- Nanorrhinum kuriense, (Radcl.-Sm.) Ghebr.